# Валаамски острови
Валаа̀мските острови (на руски: Валаамские острова) е архипелаг, разположен в северозападната част на Ладожко езеро, на територията на Република Карелия в Русия.
Архипелагът включва остров Валаам (27,8 km2, най-големия в Ладожкото езеро) и над 50 по-малки острова (Байоной, Лемписари, Хонкасали и др.) с обща площ 36 km2. Преобладаващите височини са 15 – 30 m, максимална до 70 m на остров Лемписари. Островите са изградени от гранити и диабази и голяма част от тях е покрита с иглолистни гори.
През ХІІ в. островите влизат в състава на Великото Новгородско княжество. През 1611 г. са завладени от Швеция, а през 1710 г. влизат н състава на Русия. От 1918 до 1940 г. принадлежат на Финландия, след което отново са част от територията на Русия. От 1941 до 1944 г. са окупирани от финландски войски. На остров Валаам се намира Спасо-Преображенския (Валаамски) манастир основан от новгородците в началото на ХІV в. Островите са привлекателна туристическа дестинация.

## Топографски карти
- Карта P-36-XІХ,XХ, М 1:200 000[2]